# Andrade Bezerra
Antônio Vicente de Andrade Bezerra (Timbaúba, Pernambuco, 8 de março de 1889- Recife, 30 de novembro de 1946) foi um jurista, professor, jornalista e político brasileiro.

## Carreira
Em 1908, com 19 anos de idade, concluiu o curso de "ciências jurídicas e sociaes" na Faculdade de Direito do Recife. Anos depois, retornaria como professor na mesma instituição: como professor substituto (lente) em 1915 e como professor catedrático de Direito Civil em 1922.
No dia 4 de outubro de 1932, foi nomeado para o cargo de Diretor efetivo da Faculdade de Direito do Recife, permanecendo no cargo até 06 de novembro de 1935. Posteriormente, durante o Estado Novo, voltou a ocupar o cargo, tendo sido nomeado no dia 06 de novembro de 1938. Seu sucessor, Joaquim Amazonas, apenas seria nomeado em agosto de 1945.
José Luiz Delgado, em sua obra "A Casa de Clóvis e de Andrade Bezerra", destaca comentários positivos em relação à administração de Andrade Bezerra à frente da Faculdade de Direito do Recife.
Em 21 de Julho de 1917, foi eleito para presidente de honra da Associação Pernambucana de Escoteiros. Em 1918, Andrade Bezerra foi eleito deputado federal pelo estado de Pernambuco, conseguindo ser reeleito em seguida. Na Câmara, assumiu as funções de primeiro Secretário e Presidente da Comissão de Legislação e Justiça. Em 1934, nas primeiras eleições realizadas para a composição das assembleias estaduais após a Revolução de 1930, foi eleito deputado estadual em Pernambuco. Ao assumir a Presidência da Assembleia Legislativa, chegou a assumir o Governo de Pernambuco de forma interina quando o então governador Carlos de Lima Cavalcanti precisava se ausentar.
Como Presidente da Assembléia Legislativa de Pernambuco, por ocasião da convocação da constituinte que, em 1935, deu uma nova carta ao estado, quase toda redigida por ele, notadamente na parte referente aos problemas sociais.